# J. D. Crowe

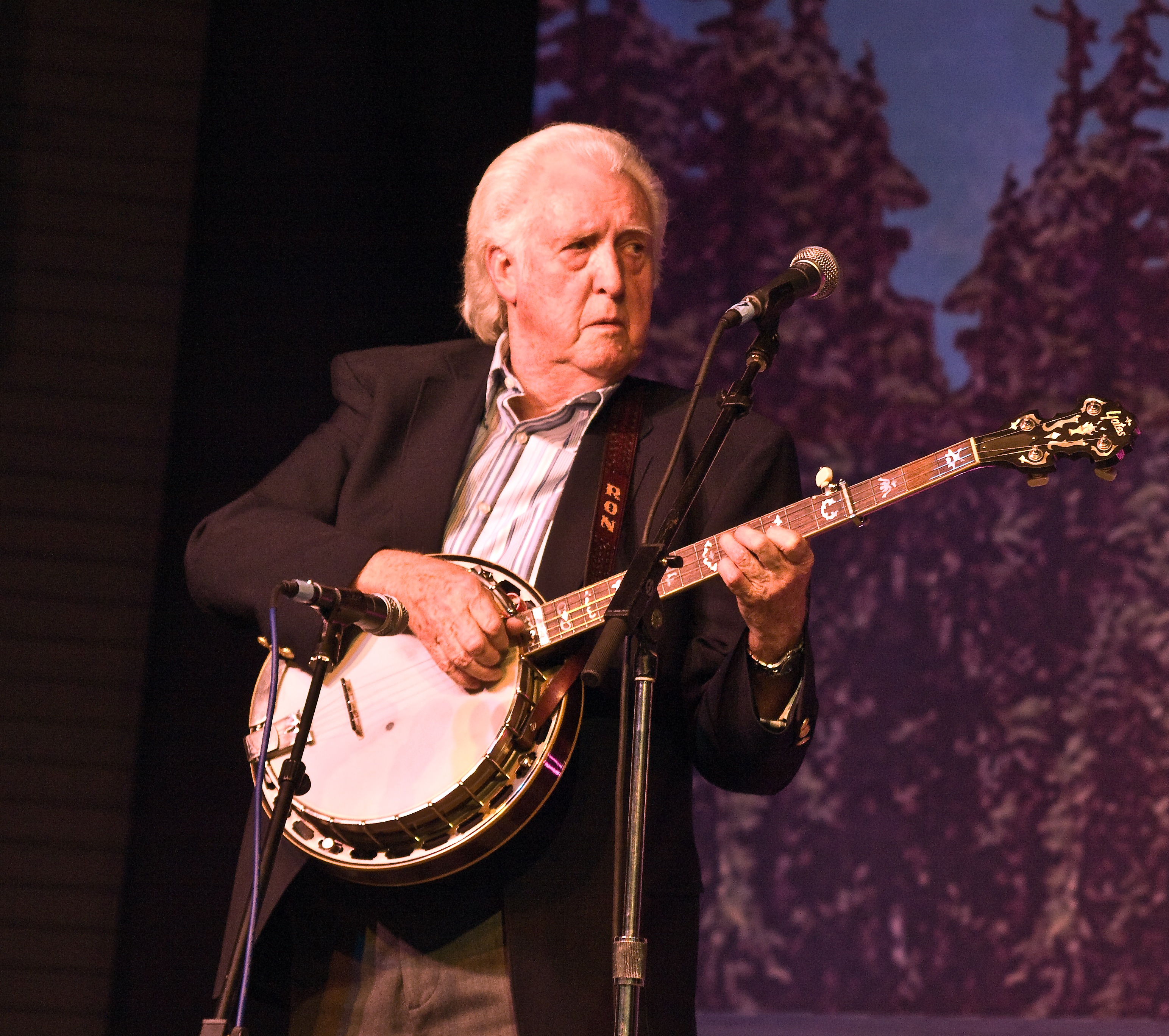
James Dee „J.D.“ Crowe

James Dee „J.D.“ Crowe (* 27. August 1937 in Lexington, Kentucky; † 24. Dezember 2021 in Nicholasville, Kentucky) war ein US-amerikanischer Country-Musiker, Banjospieler und Wegbereiter eines progressiven Bluegrass-Stils.

## Biografie
Als Jugendlicher hatte J.D. Crowe mehrfach Gelegenheit, sein großes Idol, den Banjo-Spieler Earl Scruggs, bei Konzerten aus nächster Nähe zu beobachten. Crowe nutzte diese Gelegenheiten, um seinen eigenen Banjo-Stil zu perfektionieren. Er spielte in verschiedenen lokalen Bluegrassgruppen und trat häufig im Radio auf.
1956 hörte der Country-Musiker Jimmy Martin bei einer Durchfahrt durch Lexington zufällig eine Live-Darbietung Crowes im Autoradio. Er war so beeindruckt, dass er zum Sender fuhr und dem jungen Talent das Angebot machte, in seine Begleitband, die Sunny Mountain Boys, einzutreten. Crowe sagte zu und arbeitete anschließend sechs Jahre mit Martin zusammen.
Ende der 1960er Jahre gründete Crowe die Kentucky Mountain Boys, die modernen Bluegrass spielten und drei Alben veröffentlichten. 1971 formierte er die Band New South, die 1975 das Album J.D. Crowe and The New South einspielte. Es gilt als eines der wichtigsten Werke des neu entstandenen Progressive Bluegrass und war kommerziell überdurchschnittlich erfolgreich. Beteiligt waren einige hochtalentierte Nachwuchsmusiker, die später selbst Karriere machen sollten: Tony Rice, Ricky Skaggs und Jerry Douglas.
1980 gründete er gemeinsam mit Tony Rice, Bobby Hicks, Doyle Lawson und Todd Phillips die Supergroup Bluegrass Album Band, die sich in größeren Zeitabständen zum gemeinsamen Musizieren traf. Bis 1996 wurden insgesamt sechs Alben produziert, die von Bluegrass Album, Vol. 1 bis Bluegrass Album, Vol. 6 durchnummeriert wurden. Seine eigene Band New South existierte in ständig wechselnder Besetzung weiter. Herausragende Mitglieder waren Dwight McCall, Jimmy Gaudreau, Ron Stewart und Keith Whitley.
2001 wurde Crowe zum Namensgeber und der Hauptattraktion des The J.D. Crowe Festivals, das alljährlich in der Nähe seiner Geburtsstadt Lexington stattfindet.

## Diskografie

### Alben
- 1968: Bluegrass Holiday (als The Kentucky Mountain Boys)
- 1968: Ramblin' Boy (als The Kentucky Mountain Boys)
- 1969: The Model Church (als The Kentucky Mountain Boys)
- 1975: J.D. Crowe and the New South (als J.D. Crowe and the New South)
- 1978: My Home Ain’t in the Hall of Fame (als J.D. Crowe and the New South)
- 1981: Bluegrass Album (als Bluegrass Album Band)
- 1982: Live in Japan (als J.D. Crowe and the New South)
- 1982: Bluegrass Album, Vol. 2 (als Bluegrass Album Band)
- 1983: Bluegrass Album, Vol. 3 (als Bluegrass Album Band)
- 1984: Bluegrass Album, Vol. 4 (als Bluegrass Album Band)
- 1986: Straight Ahead (als J.D. Crowe and the New South)
- 1987: Black Jack (als J.D. Crowe and the New South)
- 1989: Bluegrass Album, Vol. 5 (als Bluegrass Album Band)
- 1994: Flashback (als J.D. Crowe and the New South)
- 1996: Bluegrass Album, Vol. 6 (als Bluegrass Album Band)
- 1999: Come On Down to My New World
- 2006: Lefty’s Old Guitar